# الرقصات اللورية

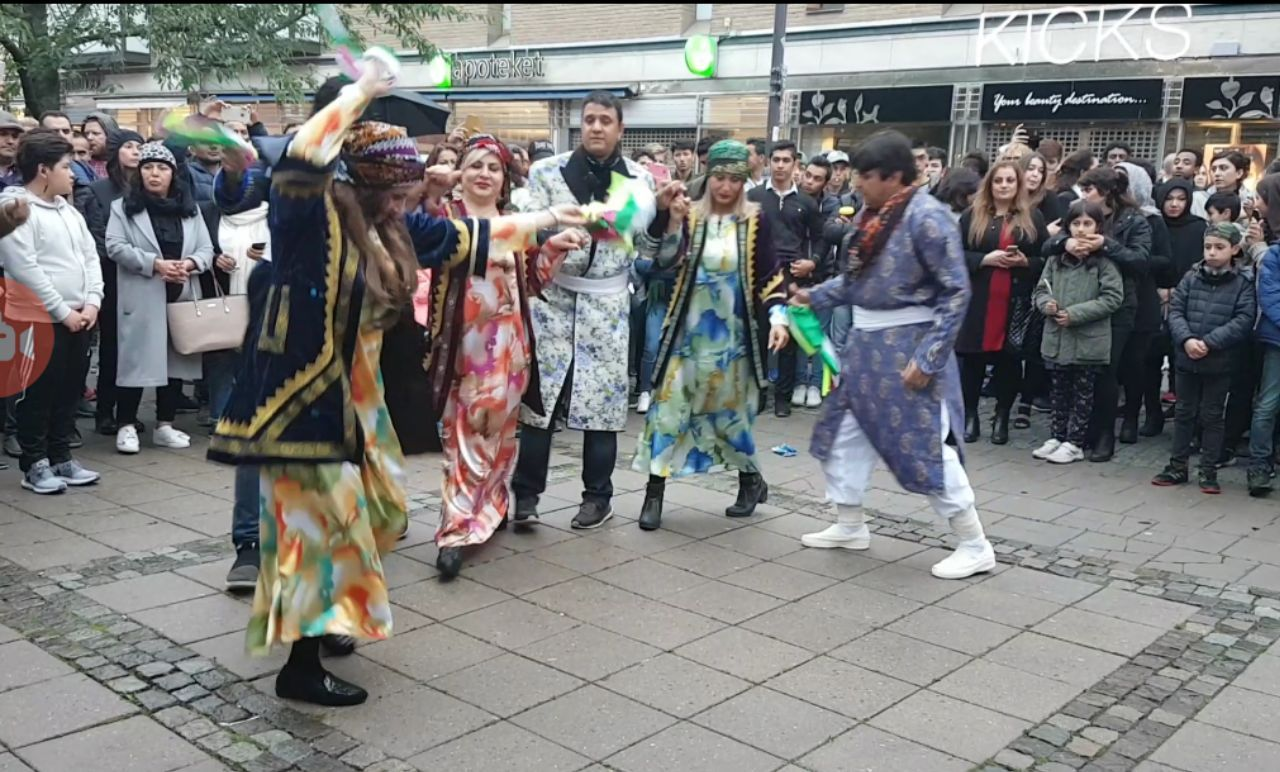
رقص اللور في محافل

الرقصات اللورية مجموعة من الرقصات الشعبية بين مختلف فئات الشعب اللوري التي تشكلت وتطورت ونقلت خلال الأجيال اللاحقة.بسبب الأجسام المكتشفة والحفاريات الأثرية من المناطق التي يسكنها الألوار، من الواضح أن تاريخ الرقص يسبق الهجرات الآرية إلى الداخل الهضبة الإيرانية.

## أنماط الرقص
هناك العديد من أنماط الرقص الشائعة في المناطق التي يسكنها الألوار. أكثر أنماط الرقص اللورية انتشارا هي الرقص منديل (بین الالوار البختیاریین والجنوبیین)، رقصات تشوبي (سنغين ساما، سي-با (ثلاث خطوات)، دو-با (خطوتين))(بین الوار الفیلیین)، والرقص العصا (تشوبازی أو تركه-بازی) وهذا هو عرض فنون الدفاع عن النفس.